# Villaconejos
Villaconejos ist ein Ort und eine Gemeinde (municipio) mit 3.508 Einwohnern (Stand: 2024) im Südosten der Autonomen Gemeinschaft Madrid. Die Gemeinde gehört zur Kulturlandschaft der Alcarria.

## Lage und Klima
Der ca. 680 m hoch gelegene Ort Villaconejos liegt gut 65 km südöstlich der spanischen Hauptstadt Madrid. Das Klima im Winter ist gemäßigt, im Sommer dagegen warm bis heiß; die eher geringen Niederschlagsmengen (ca. 458 mm/Jahr) fallen – mit Ausnahme der nahezu regenlosen Sommermonate – verteilt übers ganze Jahr.

## Bevölkerungsentwicklung
| Jahr      | 1970 | 1981 | 1991 | 2001 | 2011 | 2021 |
| Einwohner | 2850 | 2797 | 2898 | 2946 | 3530 | 3464 |

## Wirtschaft
Die Gemeinde ist immer noch in hohem Maße landwirtschaftlich geprägt. Berühmt ist Villaconejos vor allem für den Melonenanbau. 

## Sehenswürdigkeiten
- Nikolauskirche (Iglesia de San Nicolás de Bari)
- Einsiedelei Santa Ana von 1578
- Einsiedelei von San Isidro
- Rathaus
- Melonenmuseum

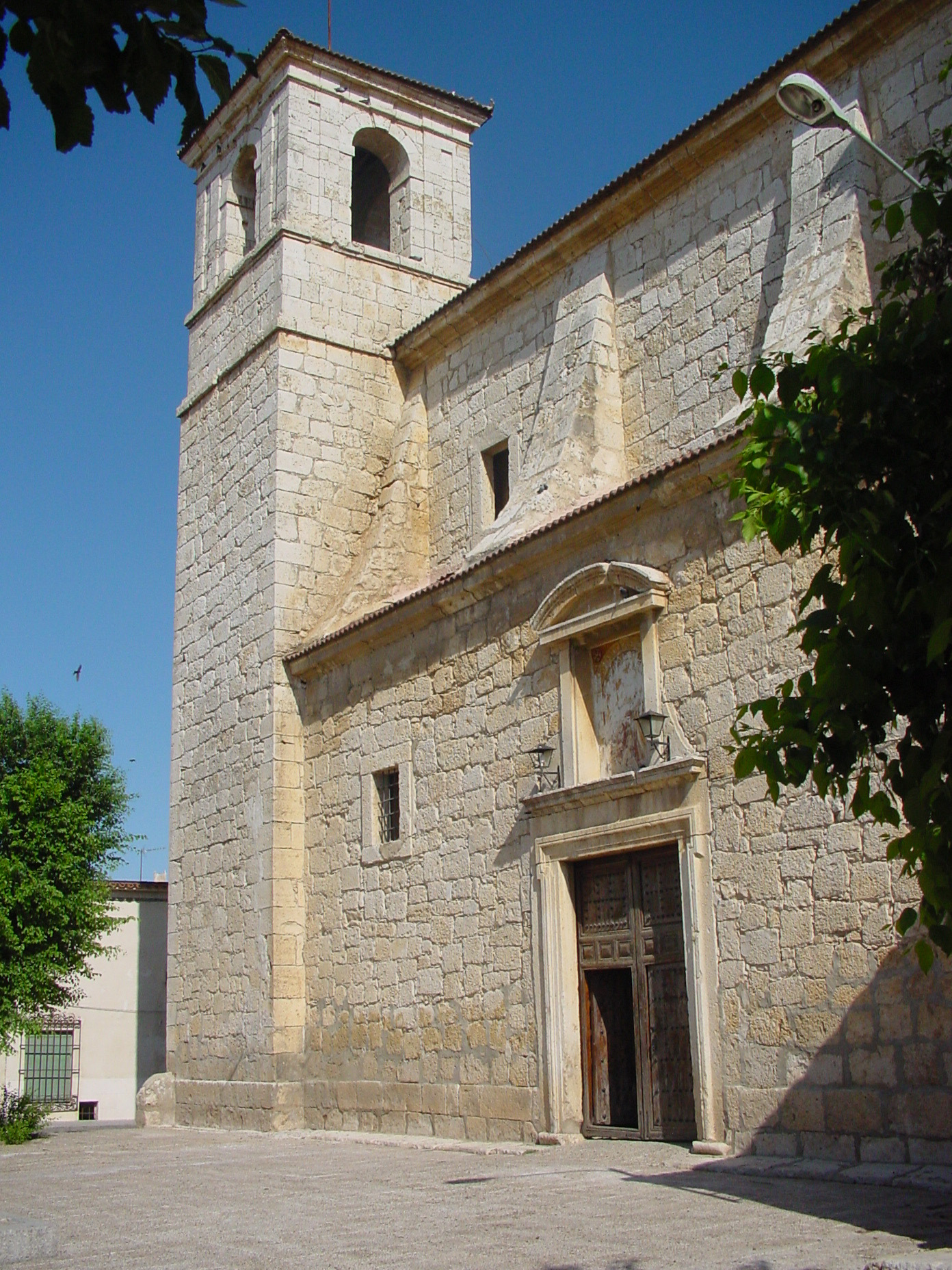
Nikolauskirche

## Persönlichkeiten
- David Fernández Domingo (* 1977), Radrennfahrer